# Hackberry (Texas)
Hackberry kisváros az USA Texas államában, Denton megyében. Lakosainak száma 2973 fő (2020. április 1.).

## Népesség
A település népességének változása:

| 2010 | 968   |
| 2020 | 2 973 |